# Le Grand-Lemps
Le Grand-Lemps è un comune francese di 3 007 abitanti situato nel dipartimento dell'Isère della regione dell'Alvernia-Rodano-Alpi.

## Società

### Evoluzione demografica
Abitanti censiti